# Feng, Xuzhou
Feng, även känt som Fengxian eller Fenghsien, är ett härad som hör till Xuzhous stad på prefekturnivå i Jiangsu-provinsen i östra Kina.